# Cyzjojan płocki

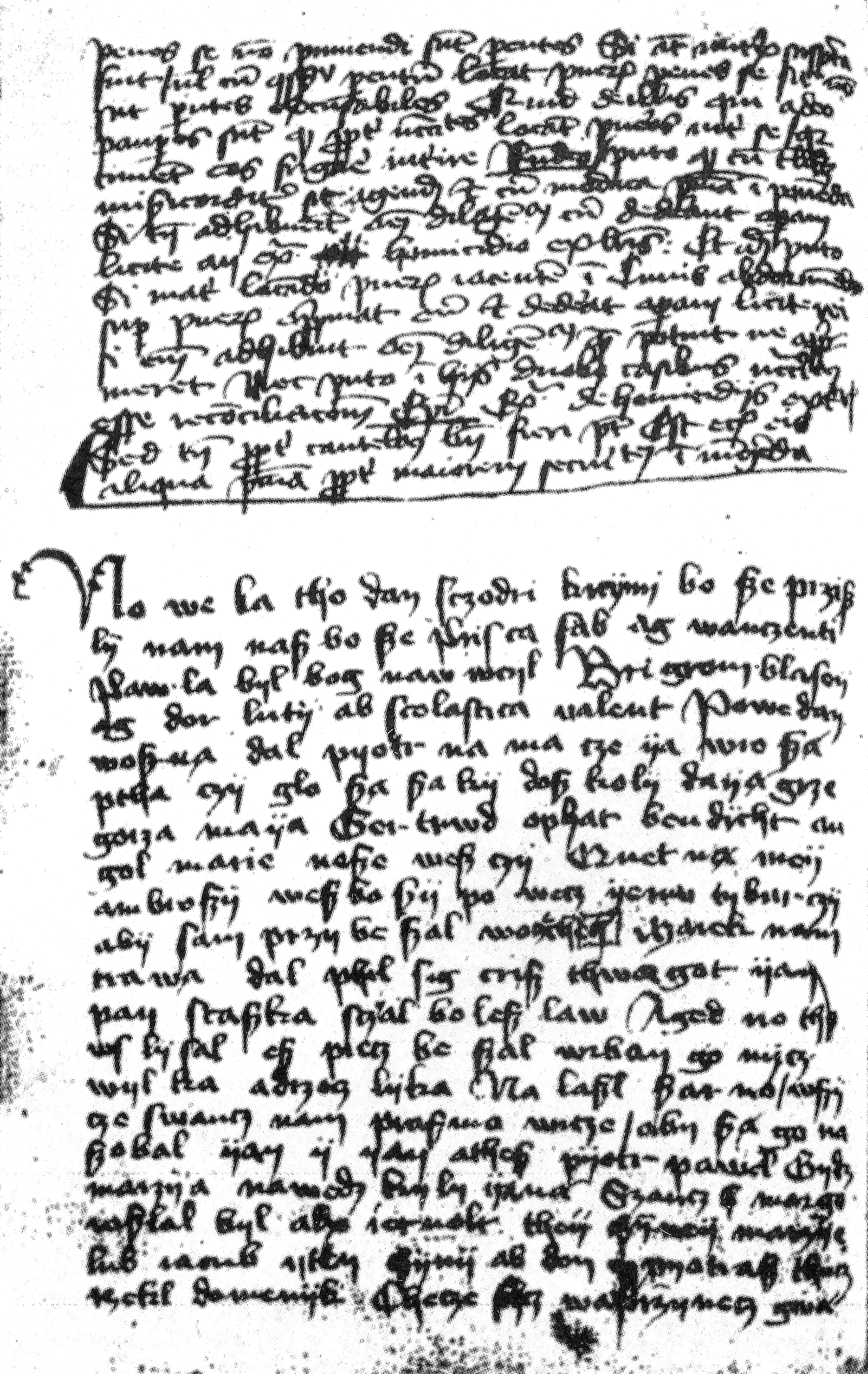
Karta 332v kodeksu z początkiem cyzjojana płockiego

Cyzjojan płocki – najstarszy znany cyzjojan w języku polskim, zachowany w rękopisie z początku XV wieku. Został dopisany do kodeksu zawierającego traktaty teologiczne, prawnicze i medyczne na karcie 332 verso i 333 recto. Do II wojny światowej kodeks przechowywany był w Bibliotece Seminarium Duchownego w Płocku. W czasie wojny zaginął, jednak zachowały się fotokopie tekstu sporządzone na prośbę Stefana Vrtela-Wierczyńskiego.
Autor tego cyzjojana jest anonimowy, prawdopodobnie spisał go z pamięci kopista kodeksu. W tekście, poza treściami o charakterze religijnym (wymienienie faktów dotyczących świąt kościelnych, np. w wersie 2 – Pawła był Bog nawrocił) znalazły się informacje praktyczne związane z uprawą ziemi, np. Domienik chce siec (5 sierpnia, data rozpoczęcia ścinania zboża). Występują rymy wewnętrzne, nieregularne. Zastosowano niewiele środków poetyckich: jedynie epitety i zdrobnienia. Tekst cyzjojana przekazuje kilka wyrażeń o charakterze przysłowiowym. Ponieważ dla kopisty najważniejsze było zachowanie ścisłej liczby sylab (odpowiadającej liczbie dni w danym miesiącu), stąd granice wersów wypadają zazwyczaj w środku zwrotu lub wyrażenia (np. gonić wilka // Drzeć łyka, w. 10-11).
Cyzjojan płocki odkrył Jan Ptaśnik, pierwszą transliterację i transkrypcję ogłosił Jan Łoś w artykule Dwa teksty staropolskie (Materiały i Prace Komisji Językowej AU w Krakowie, T. V, 1912). Na podstawie fotokopii Wiesław Wydra sporządził prawidłową lekcję tekstu, którą opublikował w artykule Średniowieczny polski cyzjojan płocki (Archiwum Literackie, T. XXIII, 1980).